# Jarosław Olszewski
Jarosław Olszewski (ur. 27 stycznia 1969 w Gdyni) – polski żużlowiec.
Licencję żużlową zdobył w 1985 roku. W rozgrywkach z cyklu Drużynowych Mistrzostw Polski startował do 2004 r., reprezentując kluby Wybrzeża Gdańsk (1985–1995), Polonii Piła (1996–1998, 2003–2004) oraz Śląska Świętochłowice (2000). Zdobył cztery medale DMP: dwa srebrne (1985, 1998) i dwa brązowe (1996, 1997).
Trzykrotnie był uczestnikiem finałów Indywidualnych Mistrzostwa Świata Juniorów, najlepszy wynik osiągając w 1990 r. we Lwowie, gdzie zajął IV miejsce (w dodatkowym biegu o brązowy medal przegrał z Tonym Rickardssonem). W 1987 r. zdobył w Gorzowie Wielkopolskim brązowy medal Młodzieżowych Indywidualnych Mistrzostw Polski, natomiast w 1989 r. zwyciężył (wspólnie z Tomaszem Gollobem) w rozegranych w Gdańsku Młodzieżowych Mistrzostwach Polski Par Klubowych. Dwukrotnie stawał na podium rozgrywek o Srebrny (1988 – I m., 1990 – III m.) oraz Brązowy Kask (1987 – II m., 1988 – I m.).
Pomiędzy 1992 a 1995 r. czterokrotnie startował w finałach Indywidualnych Mistrzostw Polski, największy sukces odnosząc w 1994 r. we Wrocławiu, gdzie zajął III miejsce. W 1995 r. zajął II m. w rozegranym we Wrocławiu turnieju o Złoty Kask. Do innych jego indywidualnych sukcesów należy zwycięstwo w Memoriale im. Bronisława Idzikowskiego i Marka Czernego (Częstochowa 1993). Kilkukrotnie startował w eliminacjach Indywidualnych Mistrzostw Świata oraz cyklu Grand Prix. Najlepszy wynik w tych rozgrywkach osiągnął w 1995 r., awansując do finału kontynentalnego w Miszkolcu (w turnieju tym zajął XI miejsce).
Obecnie jest trenerem gdańskiej kadry miniżużlowców.